# Muzej grada Šibenika
Muzej grada Šibenika je muzej kompleksnog tipa, a sastoji se od arheološkog, kulturno-povijesnog, odjela novije povijesti i etnografskog odjela. Unutar Muzeja djeluje i restauratorska, te konzervatorska radionica. Njegova djelatnost je prikupljanje, čuvanje, obrada i prezentacija kulturno-povijesne baštine šibenskog kraja.
U svojim zbirkama čuva brojne predmete muzejske vrijednosti značajne za proučavanje šibenske prošlosti od najstarijih vremena do današnjih dana.

## Povijest
Šibenski muzej utemeljen je 20. prosinca 1925. godine prigodom obilježavanja tisućite obljetnice hrvatskog kraljevstva, a smješten je u bivšoj Kneževoj palači u neposrednoj blizini Katedrale.
Kneževa palača dio je obalnog obrambenog sustava grada a izgrađena je u 13. – 14. stoljeću. Do danas su sačuvana dva krila nekoć mnogo većeg zdanja u kojem je boravio najviši predstavnik državne vlasti u Šibeniku - gradski knez - kapetan.
Južno krilo proteže se uz obalu od četverokutne do poligonalne kule. Četverokutna kula poznata po nazivom Kula kneževe palače najveći je obrambeni objekt na obali a potječe iz 14. stoljeća. Između nje i Biskupske palače sačuvana su renesansna gradska vrata iz 16. stoljeća. Po sredini prizemlja južnog krila Kneževe palače gotički je prolaz s gradskim vratima nad kojima je gradski grb s likom sv. Mihovila - zaštitnika grada.
Zapadno krilo Kneževe palače okrenuto je sakristiji i apsidalnim dijelovima Katedrale. Na južnom kraju ovog dijela dvoja su vrata jednostavnih kamenih okvira, a između njih niša s baroknom skulpturom gradskog kneza Nikole Marcella.
Godine 1975. dovršeno je preuređenje Kneževe palače te omogućeno suvremeno funkcioniranje muzeja.

## Ustroj i djelovanje
Muzejska građa podijeljena je u zbirke arheološkog odjela (prapovijest, antika, srednji vijek i podmorska), kulturno-povijesnog, te odjela novije povijesti (lapida, starih majstora, starih grafika, oružja, starih fotografija, razglednica, arhivalija, galerijsku, zbirku raritetnih izdanja, arhivalija, kartografsku, numizmatičku, nakita, namještaja, keramike, predmeta svakodnevne upotrebe, liturgijskih predmeta, glazbenih instrumenata). Ukupan broj muzealija je oko 150.000.
Najznačajnije rezultate Muzej je postigao u istraživačkoj, izložbenoj i izdavačkoj djelatnosti. Istraženi su brojni arheološki lokaliteti u okolici Šibenika i šibenskom akvatoriju te organizirano preko 300 izložbi koje su pratili izložbeni katalozi. Pored toga u organizaciji Muzeja izdane su brojne edicije izuzetno vrijedne za rasvijetljavanje prošlosti Krešimirovog grada, najstarijeg hrvatskog grada na Jadranu.

### Arheološki odjel
Arheološki odjel Muzeja grada Šibenika građom svojih zbirki pokriva dugo razdoblje čovjekove prošlosti od najranijih materijalnih ostataka iz starijeg kamenog doba do srednjeg vijeka.
Iako je kao prvi arheolog u Muzeju pedesetih godina prošlog stoljeća zaposlen prof. Antun Ratković, Odjel u pravom smislu djeluje od 1965. godine dolaskom Zlatka Gunjače, kada počinje intenzivniji istraživački, publicistički i izložbeni rad. Brojna terenska istraživanja obogatila su muzejski fundus, čemu su, osim Gunjače, doprinijeli i nekadašnji djelatnici Odjela dr. sc. Zdenko Brusić i Marko Menđušić.

### Kulturno-povijesni odjel
Kulturno-povijesni odjel Muzeja grada Šibenika bavi se razdobljem šibenske povijesti od prvog spomena Šibenika 1066. godine do pada Venecije 1797. godine. Muzejsko-galerijska djelatnost Odjela obuhvaća prikupljanje, obradu i čuvanju muzejske građe, te njezinu izložbenu prezentaciju.
Kulturno-povijesni odjel oformio je brojne zbirke: Galerijska, Kartografska, Numizmatička, Zbirka arhivalija, Zbirka glazbenih instrumenata, Zbirka grafike, keramike, lapida, liturgijskih predmeta, Zbirka nakita, namještaja, oružja, Zbirka predmeta svakodnevne upotrebe, Zbirka raritetnih izdanja, razglednica, starih fotografija, Zbirka starih majstora, tekstila, Zbirka varia.
U sastavu Odjela djeluje i Restauratorska radionica za slikarstvo i polikromnu skulpturu.

### Odjel suvremene povijesti
Odjel suvremene povijesti osnovan je u ljeto 2003. godine, izdvajanjem iz Kulturno-povijesnog odjela. Pokriva razdoblje od pada Venecije 1797. do suvremenosti, što uključuje život i razvoj grada za vrijeme vladavine austrijske, francuske i talijanske uprave, zatim vrijeme stvaranja Kraljevine Srba, Hrvata i Slovenaca, prvi i drugi svjetski rat, poslijeratno razdoblje i noviju prošlost, te razdoblje Domovinskog rata.
U svojoj djelatnosti, kao i svi odjeli Muzeja, bavi se prikupljanjem, obradom, čuvanjem i prezentiranjem prikupljene muzejske građe. Osim sakupljanja materijala o prošlosti grada prati i suvremena gradska zbivanja.
Odjel sačinjavaju mnogobrojne zbirke: Zbirka dokumenata, plakata, trodimenzionalnih predmeta, fotografija i druge. Osim toga Odjel raspolaže i dijatekom, filmotekom, te velikim brojem video i tonskih zapisa koji rasvjetljavaju brojne događaje u Gradu iz razdoblja druge polovice 20. stoljeća. Odjel svakodnevno prikuplja novu građu jer prati i bilježi svakodnevna zbivanja i događaje u gradu.

### Etnografski odjel
Etnografski odjel bavi se sakupljanjem, obradom i prezentacijom etnografske baštine šibenskog područja.